# Haderlump

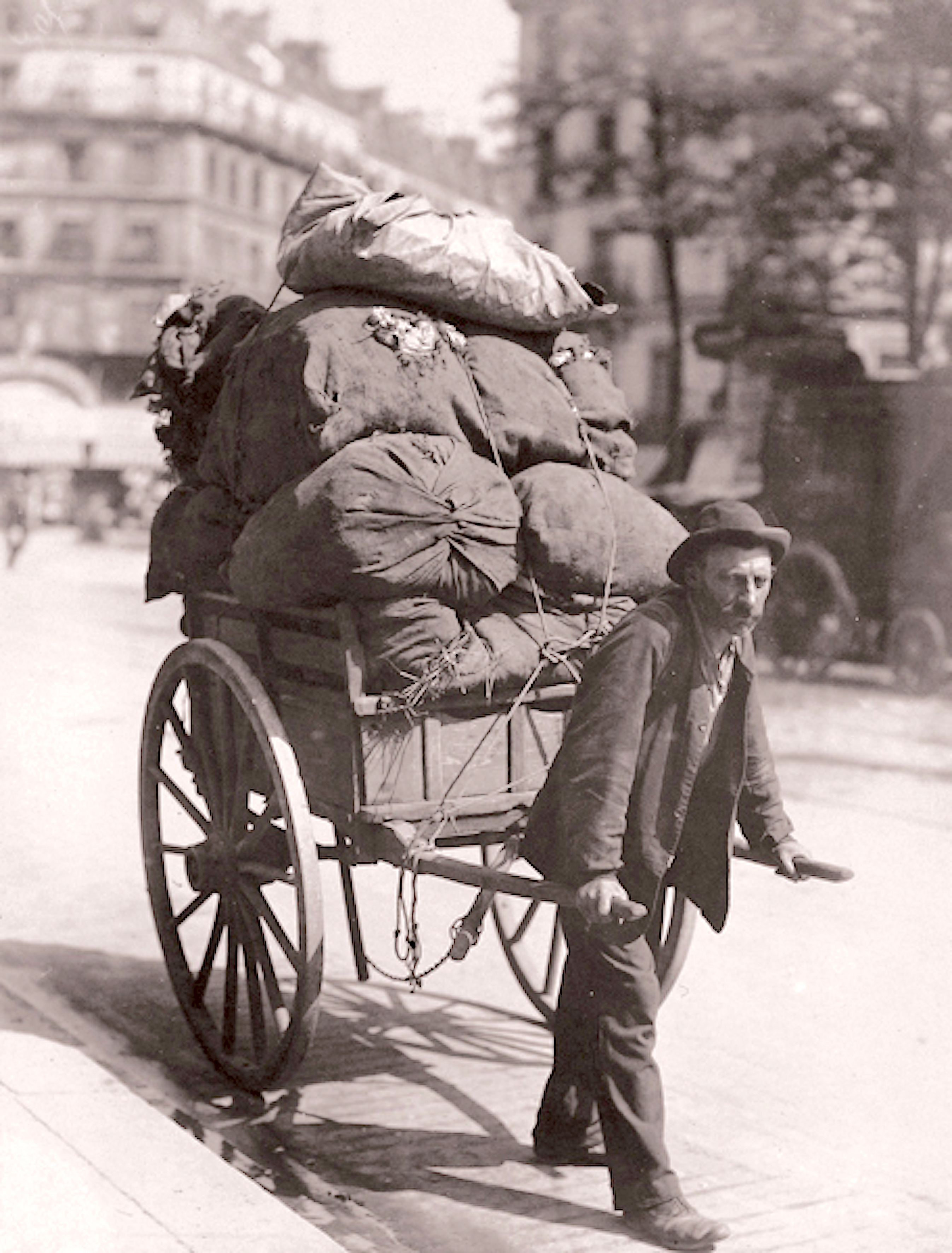
Lumpensammler frühmorgens auf der Avenue des Gobelins in Paris;
Fotografie von Eugène Atget, 1899

Haderlump, auch Hadersack, Lumpensack, Lumpsack, Lump, ist ein vor allem in Süddeutschland, Österreich, Schlesien und Sachsen gebräuchliches Schimpfwort für einen Habenichts oder Taugenichts, zumal, wenn er in abgerissener Kleidung daherkommt. Als ein Lump gilt besonders eine Person, die als charakterlich minderwertig oder gewissenlos handelnd angesehen wird.
Im übertragenen Sinne wird im Süden Deutschlands oft „du kleiner Lump“ und im Schwäbischen das Wort „Lumpensack“ im Sinne von Spitzbube oder Schelm zu kleinen Kindern gesagt.

## Entstehung
Der Begriff „Haderlump“ geht zurück auf eine Bezeichnung für die Lumpensammler, eine als Fahrendes Volk umherziehende Personengruppe, die abgetragene Kleidungsstücke sowie Stoffreste und -fetzen, sogenannte „Hadern“ bzw. „Lumpen“, bei der Bevölkerung sammelte oder auch aufkaufte und diese an Papiermühlen veräußerte. Seit dem Mittelalter bis hinein ins 18. Jahrhundert bildeten Hadern aus Leinen, Hanf oder Baumwolle – zusammen mit Spinnerei- und Seilereiabfällen – den einzig verfügbaren Faserrohstoff bei der Herstellung von Papier.

## Linguistik und Etymologie
Sprachwissenschaftlich handelt es sich bei dem Wort „Hader-lump“ um eine Tautologie, eine inhaltliche Wiederholung.
Das Wort „Hader“ wird hergeleitet vom Althochdeutschen „hadara“ („Schafspelz“) und hat den gleichen Wortstamm wie „verheddern“:
- „etwas verheddert sich“: etwas bleibt irgendwo hängen, weil sich Fäden verwickelt haben
- „(sich) verheddern“: (sich) verwickeln, den Faden verlieren, durcheinanderkommen

Das Wort ist nicht verwandt mit dem gleichlautenden Substantiv „Hader“ („Streit“, „Zank“, „Zwist“) und dem hiervon abgeleiteten Verb „hadern“ („streiten“, „murren“).